# 2MASS J07525942+4136344
2MASS J07525942+4136344 ist ein 300 Lichtjahre von der Erde entfernter Brauner Zwerg im Sternbild Luchs. Er wurde 2002 von Suzanne L. Hawley et al. entdeckt und gehört der Spektralklasse L0 an.